# سیه‌گو ده آویلا
سیه‌گو ده آویلا (به اسپانیایی: Ciego de Ávila) یک شهر در کوبا است که در استان سیه‌گو ده آویلا واقع شده‌است.

## خصوصیات
سیه‌گو ده آویلا ۴۴۵ کیلومترمربع مساحت و ۱۴۳٬۴۴۹ نفر جمعیت دارد و ۵۵ متر بالاتر از سطح دریا واقع شده‌است.